# Монзело (Пиза)
Монзело је насеље у Италији у округу Пиза, региону Тоскана.
Према процени из 2011. у насељу је живело 93 становника. Насеље се налази на надморској висини од 1 м.